# Yoo Seung-woo
Đây là một tên người Triều Tiên, họ là Yoo.
Yoo Seung Woo (tiếng Hàn: 유승우; Romaja: Yu Seung-u; sinh ngày 26 tháng 2 năm 1997) là một ca sĩ-nhà soạn nhạc và là tay guitar người Hàn Quốc. Anh còn được biết đến là một trong 6 người dẫn đầu trong chương trình Superstar K4 của Mnet. Vào ngày 3 tháng 5 năm 2012, anh phát hành video ca nhạc "Hello," cũng là ca khúc chủ đề của mini album, The First Picnic. Anh phát hành The First Picnic vào ngày 8 tháng 5 năm 2013. Một năm sau, anh tiếp tục phát hành video ca nhạc "Hesitating Lips" ca khúc chủ đề của album thứ 2 mang tên Already 19 vào ngày 9 tháng 2 năm 2014. Anh hiện là sinh viên tại trường Trung học âm nhạc Seoul và đã ký hợp đồng với Starship Entertainment từ năm 2015.

## Danh sách đĩa nhạc

### Album
| Yoo Seung Woo                                                                              | - Ngày phát hành: 4 tháng 9 năm 2014 - Nhãn hiệu: UK Muzik, CJ E&M - Định dạng: CD, Tải nhạc xuống | 15 | Danh sách bài hát 1. Intro 2. 나 말고 모두 다 (Everyone Else but Me) 3. 아름다운 노래 (Beautiful Song) 4. Love 5. 밤이 아까워서 (Because Night Is So Precious) (Clean Version) 6. 권태기 - 연인송 (Gwontaegi - Lovers Song) (feat. Hyeyeon) 7. 학창시절 (School Days) 8. 아프지 마요 (Don't Hurt) (어머니/Mother) - 부모님송 (Parent's Song) 9. 무법자 (Outlaw) 10. 밤이 아까워서 (Because Night Is So Precious) (Band Version) | KOR: 1,499 |
| "—" biểu thị phát hành này không có trong bảng xếp hạng hoặc không phát hành tại vùng này. | |    | |            |

### EP
| Thông tin album | Danh sách bài hát |
| --- | --- |
| The First Picnic - Ngày phát hành: 8 tháng 5 năm 2013 - Nhãn hiệu: UK Muzik, CJ E&M - Định dạng: CD, Tải nhạc xuống                    | 1. 소풍 (Intro) 2. 너와 나 (You and I) 3. 헬로 (Hello) 4. 한심한 남자가 부르는 노래 (The Love Song Sung by a Pathetic Guy) 5. 서툰 사랑 (Clumsy Love) 6. 헬로 (Hello) (Inst.) 7. 서툰 사랑 (Clumsy Love) (Inst.) |
| Already 19 - Ngày phát hành: 10 tháng 2 năm 2014 - Nhãn hiệu: UK Muzik, CJ E&M - Định dạng: CD, Tải nhạc xuống                         | 1. 입술이 밉다 (Hesitating Lips) 2. Hello My World 3. Baby Is U 4. 그날 (That Day) 5. 유후 (U Who?) (feat. San E) 6. 입술이 밉다 (Hesitating Lips) (Inst.) 7. Baby Is U (Inst.)                                  |
| Pit a Pat - Ngày phát hành: 2 tháng 2 năm 2016 - Nhãn hiệu: Starship Entertainment, LOEN Entertainment - Định dạng: CD, Tải nhạc xuống | 1. 뭐 어때 (Whatever) (feat. Crucial Star) 2. 점점 좋아집니다 (It Is Getting Better) 3. 선 (45.7cm) (feat. Oohyo) 4. 스무살 (Twenty) 5. 예뻐서 (You're Beautiful) (feat. Louie)                                  |

### Đĩa đơn
| 2013                                                                                       | "헬로 (Hello)"                                 | 12 | — | 379,571+ | The First Picnic |
| 2013                                                                                       | "너와 나 (You and I)"                          | 19 | — | 350,443+ | The First Picnic |
| 2013                                                                                       | "유후 (U Who?) (feat. San E)"                  | 5  | — | 261,271+ | Already 19       |
| 2014                                                                                       | "입술이 밉다 (Hesitating Lips)"                | 15 | — | 139,383+ | Already 19       |
| 2014                                                                                       | "밤이 아까워서 (Because Night Is So Precious)" | 42 | — | 85,510+  | Yoo Seung Woo    |
| 2014                                                                                       | "나 말고 모두 다 (Everyone Else but Me)"       | —  | — | 22,322+  | Yoo Seung Woo    |
| 2015                                                                                       | "Take My Hand"                                 | —  | — | TBA      | TBA              |
| 2015                                                                                       | "You're Beautiful (feat. Louie)"               | 17 | — | 443,427+ | TBA              |
| 2016                                                                                       | "선 (45.7cm) (feat. Oohyo)"                    | 21 | — | 161,371+ | Pit a Pat        |
| 2016                                                                                       | "뭐 어때 (Whatever) (feat. Crucial Star)"      | 33 | — | 96,308+  | Pit a Pat        |
| 2016                                                                                       | 너만이 (Only U) (feat. Heize)                  | -  | — | -        | TBA              |
| "—" biểu thị phát hành này không có trong bảng xếp hạng hoặc không phát hành tại vùng này. |                                                |    |   |          |                  |

### Ca khúc dự thi
| Năm  | Đĩa đơn                     | Album                         |
| ---- | --------------------------- | ----------------------------- |
| 2012 | "My Son" (Kim Gun Mo)       | Superstar K4 Top 12 Pt. 1     |
| 2012 | "열정" (Se7en)              | Superstar K4 Top 12 Pt. 2     |
| 2012 | "말하는 대로" (처진 달팽이) | Superstar K4 Top 12 Pt. 3     |
| 2012 | "Butterfly" (Jason Mraz)    | Superstar K4 Top 12 Pt. 4     |
| 2012 | "Sing a Song"               | It's Top 12                   |
| 2014 | "니가 오는 날"              | Two Weeks OST Pt. 3           |
| 2014 | "어떡하나요"                | Cunning Single Lady OST Pt. 1 |
| 2014 | "사랑해 들리지가 않니"      | Jang Bori Is Here! OST Pt. 6  |
| 2014 | "I'll Give You My Life"     | The Technicians OST           |

### Hợp tác
| Năm  | Đĩa đơn                                | Ca sĩ khác    | Album                                |
| ---- | -------------------------------------- | ------------- | ------------------------------------ |
| 2014 | "너 그리고 너"                         | Tarin         | Tarin’s Collaboration Project Part.1 |
| 2016 | "Summer Night’s Picnic (여름밤피크닉)" | Park Yoon Ha  | Jelly Box                            |
| 2016 | "What Is Love (사랑이 뭔데)"           | Seo Hyung Jin | Another Oh Hae-young OST             |
| 2016 | "No Sleep"                             | Soyou         | Love in the Moonlight OST            |

## Điện ảnh
| Năm  | Kênh | Tiêu đề                   | Ghi chú                                                   |
| ---- | ---- | ------------------------- | --------------------------------------------------------- |
| 2014 | Mnet | Superstar K4              | Người dự thi Top 6                                        |
| 2015 | KBS2 | You Hee-yeol's Sketchbook | Tập 284                                                   |
| 2016 | MBC  | King of Mask Singer       | Thí sinh tại "Tightrope Life The King's Man" (tập 61, 62) |

## Giải thưởng
| Năm  | Giải thưởng             | Thể loại                 | Work           | Kết quả   |
| ---- | ----------------------- | ------------------------ | -------------- | --------- |
| 2013 | Mnet Asian Music Awards | Nghệ sĩ nam mới xuất sắc | "Bad Girl"     | Đề cử     |
| 2017 | Mnet Asian Music Awards | Vua của giọng hát        | Tất cả bài hát | Đoạt giải |

## Liên kết
- Yoo Seung-woo trên Twitter